# La rosa de los vientos (álbum)
La rosa de los vientos es el vigésimo noveno álbum de estudio de la banda chilena Inti-Illimani, publicado originalmente en junio de 1999 por el sello chileno EMI Odeón Chile y grabado entre diciembre de 1998 y marzo de 1999, en conjunto con la Orquesta y el Coro de la Universidad de Santiago, dirigidas por Santiago Meza, con quienes publicaría en noviembre de ese mismo año el álbum Inti-Illimani sinfónico.
Este álbum corresponde a una cantata dividida en 12 movimientos, donde todos los temas están ligados para conformar en realidad una sola larga interpretación musical. La obra fue estrenada y compuesta por encargo para el 19.º Jamboree Scout Mundial realizado en Chile en diciembre de 1998 en la localidad de Picarquín, perteneciente a la comuna de Mostazal, en la Provincia de Cachapoal, Región del Libertador General Bernardo O'Higgins. Esta es la razón de su nombre, referido a la rosa de los vientos, mecanismo de orientación utilizada en el escultismo.

## Lista de canciones
Todas las canciones compuestas por Patricio Manns y Horacio Salinas, salvo 1, 2, 5, 7 y 10, compuestas solo por Horacio Salinas.

| La rosa de los vientos |                           |          |  |
| N.º                    | Título                    | Duración |  |
| 1.                     | «Llamado»                 | 1:24     |  |
| 2.                     | «Amanecer»                | 1:48     |  |
| 3.                     | «La rosa de los vientos»  | 2:37     |  |
| 4.                     | «Juventud de la fiesta»   | 2:24     |  |
| 5.                     | «Huañacagua»              | 2:25     |  |
| 6.                     | «Contarás conmigo»        | 4:06     |  |
| 7.                     | «Amanecer»                | 1:11     |  |
| 8.                     | «La libertad es ancha»    | 3:25     |  |
| 9.                     | «La promesa»              | 1:55     |  |
| 10.                    | «Angelo»                  | 3:58     |  |
| 11.                    | «La tierra que nos tiene» | 3:18     |  |
| 31:18                  |                           |          |  |

## Créditos
Inti-Illimani
- Jorge Ball
- Daniel Cantillana
- Jorge Coulón
- Marcelo Coulón
- Horacio Durán
- Horacio Salinas
- Efrén Viera

Colaboración
- Orquesta clásica de la Universidad de Santiago, dirigida por Santiago Meza.
- Sammy Benmayor: diseño de cubierta